# Brian Bearshaw
Brian Bearshaw, né en 1932 et mort le 14 juillet 2006, est un journaliste et un auteur britannique de roman policier.

## Biographie
Il est reporter sportif du Manchester Evening News pendant vingt ans, puis du Wisden's Lancashire de 1983 à 1997. Spécialiste du cricket, et surtout du county's cricket, son niveau de compétition le plus élevé, Bearshaw couvre pour la presse les matchs de saison et les championnats, notamment les Ashes. Il a publié plusieurs ouvrages sur ce sport, dont une histoire du Lancashire County Cricket Club, une des équipes majeures du circuit britannique.  Il a également donné des livres sur la randonnée pédestre, dont il était un adepte.
Dans les années 1970, il se lance brièvement dans le roman policier et publie trois titres, dont deux ont pour héros le superintendant Robert Townley, secondé dans ses enquêtes par le jeune sergent Roger Newman.
Brian Bearshaw meurt en 2006 à l’âge de 73 ans.

## Œuvre

### Romans

#### SérieSuperintendant Townley
- The Day of Murder (1978)
- Pratice Makes Murder (1979)

#### Autre roman
- The Order of Death (1979) Publié en français sous le titre Liste noire, Paris, Librairie des Champs-Élysées, Le Masque no 1681, 1982

### Autres publications
- Lancashire Cricket at the Top (1971), en collaboration avec Vernon Addison
- Waterside Walks in Lancashire (1982)
- Towpaths of England (1985)
- Flat Jack: Autobiography of Jack Simmons (1986)
- The Big Hitters (1986)
- The Great Towpaths Walk: From London to York (1988)
- From the Stretford End: Official History of Lancashire County Cricket Club (1990)

## Sources
- Jacques Baudou et Jean-Jacques Schleret, Le Vrai Visage du Masque, vol. 1, Paris, Futuropolis, 1984, 476 p. (OCLC 311506692), p. 53.